# Kukenán
Der Kukenán ist ein 2680 m hoher Tafelberg im Bundesstaat Bolívar in der Region Guayana in Venezuela. Er liegt im Nationalpark Canaima und ist etwas niedriger als der östlich gelegene Roraima-Tepui. An der Südseite des Tepuis befindet sich ein Wasserfall, der Salto Kukenan.

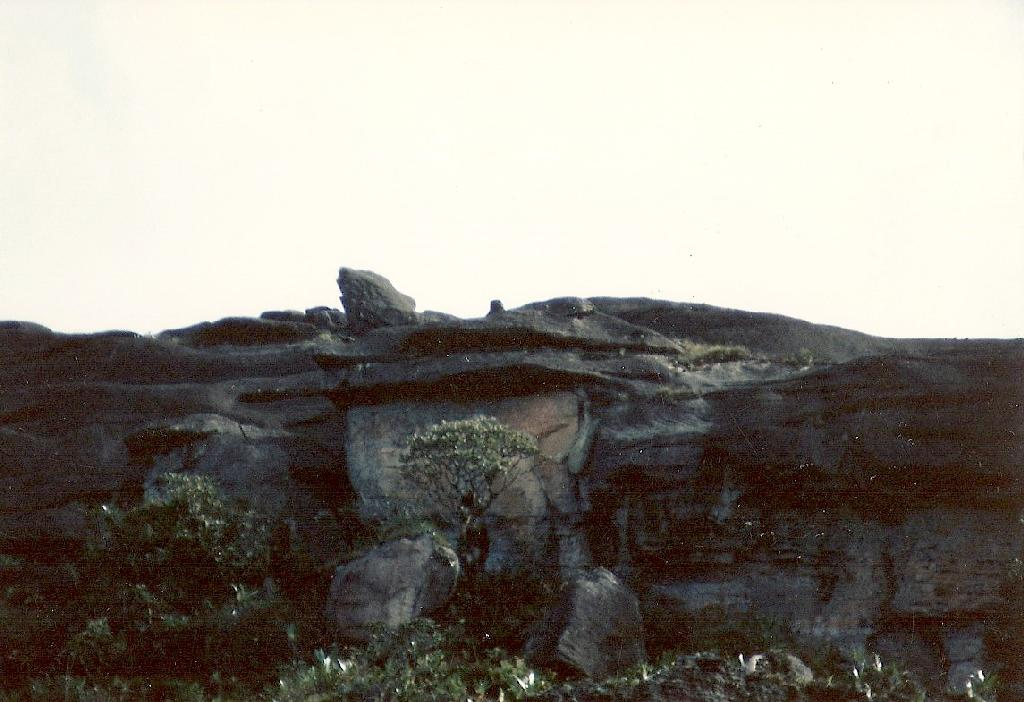
Gipfelregion
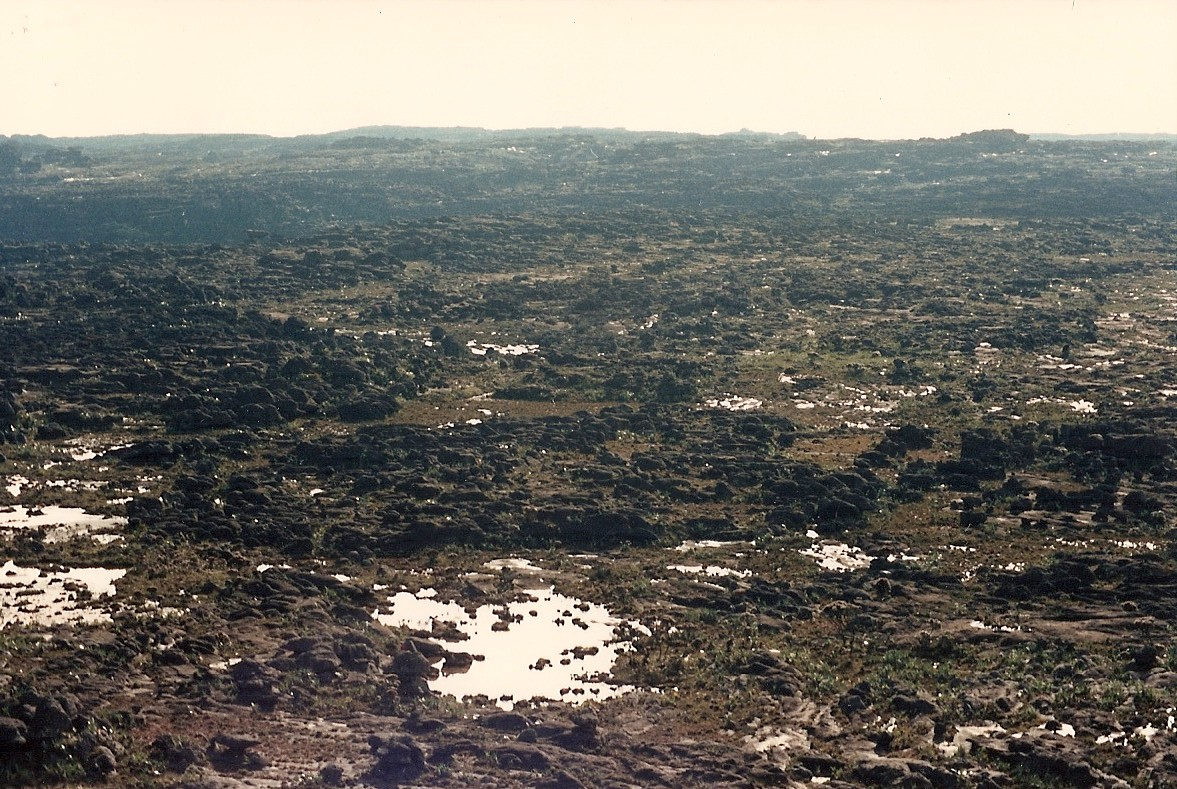
Gipfelplateau
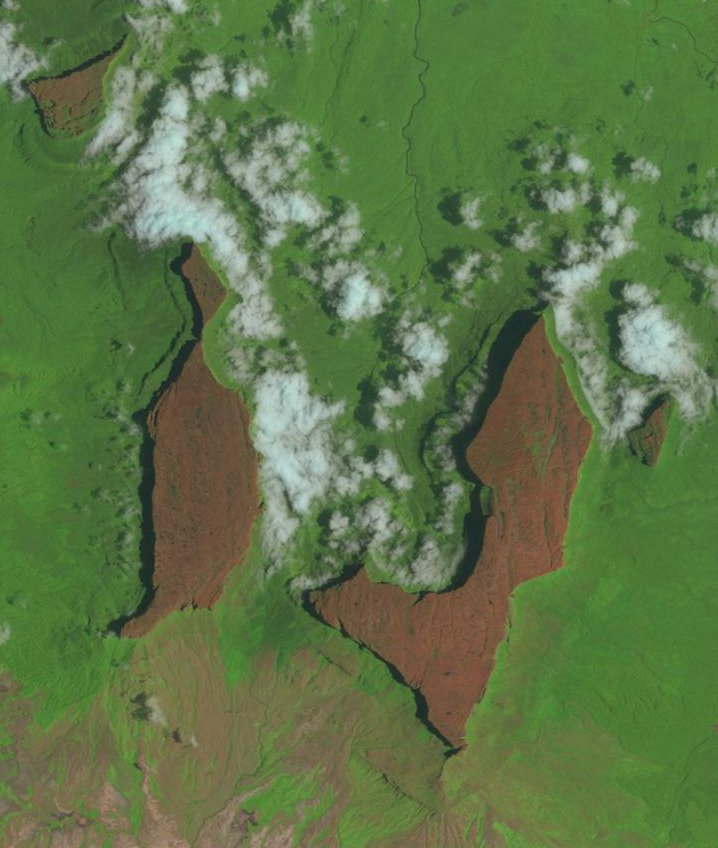
Satellitenaufnahme; links der Kukenán-Tepui, rechts der Roraima-Tepui